# 滘西洲洪聖古廟
滘西洲洪聖古廟，又作西貢洪聖古廟，位於香港新界西貢區滘西洲，建於清朝。2000年獲得聯合國教科文組織亞太區文物古蹟保護獎優異項目獎，現已列為香港法定古蹟。

## 歷史
據廟內碑記推測，此廟最早建於1889年（光緒十五年）。每年洪聖誕，當地居民均會在廟前空地大肆慶祝。
此廟最近於1999年修葺，以恢復原貌，並獲香港賽馬會資助，翌年竣工。工程獲得聯合國教科文組織「亞太區2000年文物古蹟保護獎」傑出項目獎。2002年11月15日，古物古蹟辦事處評定古廟為香港法定古蹟。

## 建築
滘西洲洪聖古廟，兩進三開間，門廳設有擋中，正殿神壇供奉洪聖、財帛星君以及水仙爺。

## 外部連結
维基共享资源上的相關多媒體資源：滘西洲洪聖古廟